# 遊撃戦
『遊撃戦』（ゆうげきせん）は、1966年10月12日から1967年1月5日まで日本テレビ系列局で放送されていたテレビドラマである。東宝と宝塚映画の共同製作。全13話。

## 概要
1944年（昭和19年）の中国戦線、桂林飛行場爆破に向かう遊撃隊の活躍を描く。
映画監督の岡本喜八が監修を務め、岡本の助監督出身である竹林進、山本迪夫が初監督を務めた。岡本は脚本も担当し、他に岡本に師事していた胡桃哲、長野洋に加え、夫人である岡本みね子も中みね子名義で数本執筆している。作風は岡本監督の映画『独立愚連隊』の色彩が強い。
2005年4月6日には、本作を収録したDVD全3巻がキングレコードから発売された。

## 放送時間
いずれも日本標準時。
- 水曜 20:00 - 20:56 （1966年10月12日 - 1966年11月9日）
- 木曜 20:00 - 20:56 （1966年11月17日 - 1967年1月5日）

## 登場人物・キャスト
黒鬼子
演：佐藤允
大陸浪人。正体は脱走した海軍兵曹長・黒田。
渡一等兵
演：小坂一也
東亜同文書院出のインテリ。中国語会話ができる。
中西一等兵
演：堺左千夫
軍隊に入る前は花火職人で火薬のプロ。
上野兵長
演：大木正司
遊撃隊きってのベテラン兵士。しかし、軍隊に入る前は千葉県の高等女学校の教師であり、そのことを言われると怒る。
三浦上等兵
演：小川安三
遊撃隊一の力持ち。
平田二等兵
演：寺田誠
最年少。愛称「坊や」。桂林を目前にして死ぬ。
阿部大尉
演：三橋達也
桂林飛行場爆破作戦を立案して自ら遊撃隊を率いるが、道半ばで倒れる。

## スタッフ
- 監修：岡本喜八
- 製作：田中友幸（未クレジット）、武中孝一、増田善次郎
- 監督：竹林進、山本迪夫
- 脚本：岡本喜八、胡桃哲、中みね子、長野洋
- 音楽：佐藤勝

## 放送リスト
| 回 | サブタイトル     | 脚本              | 監督     | ゲスト                                 |
| -- | ---------------- | ----------------- | -------- | -------------------------------------- |
| 1  | 遊撃隊前へ       | 岡本喜八          | 竹林進   | 山本廉、中山豊                         |
| 2  | 砂の英雄         | 岡本喜八 胡桃哲   | 山本迪夫 | 西村晃、藤原釜足、田中浩               |
| 3  | 日の丸婆さん     | 岡本喜八 中みね子 | 竹林進   | 浪花千栄子                             |
| 4  | 見えざる敵       | 岡本喜八 長野洋   | 山本迪夫 | 松本めぐみ、神戸瓢介、頭師佳孝、西村晃 |
| 5  | 脱出             | 岡本喜八 長野洋   | 山本迪夫 | 春川ますみ、長谷川弘                   |
| 6  | 居残り軍曹       | 岡本喜八 胡桃哲   | 山本迪夫 | 中谷一郎、草川直也                     |
| 7  | 老兵は死なず     | 岡本喜八 長野洋   | 竹林進   | 伊藤雄之助                             |
| 8  | どっちがどっちだ | 岡本喜八 胡桃哲   | 竹林進   | 中丸忠雄、戸上城太郎、久世竜、神戸瓢介 |
| 9  | 十万元の戦い     | 岡本喜八 長野洋   | 山本迪夫 | 池部良、沢村いき雄、田中浩             |
| 10 | 聖バッカスの鐘   | 岡本喜八 長野洋   | 山本迪夫 | E・H・エリック、長谷川弘               |
| 11 | 霧の戦場         | 岡本喜八 中みね子 | 竹林進   | 二木てるみ                             |
| 12 | 斬り込み隊長     | 岡本喜八 長野洋   | 竹林進   | 江原達怡                               |
| 13 | もぐらと太陽     | 岡本喜八 中みね子 | 竹林進   | 左卜全                                 |

## 放送局
※以下の局のうち、日本テレビ（NTV）と読売テレビ（ytv）のみ、1966年11月17日放送の第6話より木曜 20:00 - 20:56 に放送枠が移動したが、その他の局は放送枠を移動せず水曜 20:00 - 20:56 枠におけるネット放送を継続し、制作局・日本テレビより1日先行して放送していた。この体制は後続番組『若さま侍捕物帖』の第13話（1967年4月5日、NTVとytvでの放送日は1967年4月6日）まで継続された。
同時ネット（水曜 20：00 - 20：56 → 木曜 20：00 - 20：56）
- 日本テレビ（制作局）
- 読売テレビ[1]

同時ネット → 1日先行ネット（全期間（1966年10月12日 - 1967年1月5日）水曜 20：00 - 20：56）
- 札幌テレビ[2]
- 青森放送[3]
- 秋田放送[3]
- 山形放送[4]
- 福島テレビ[5]
- 北日本放送[6]
- 北陸放送[6]
- 福井放送[6]
- 信越放送[7]
- 山梨放送[7]
- 名古屋放送[7]
- 日本海テレビ[8]
- 西日本放送[9]
- 広島テレビ[9]
- 山口放送[10]
- 四国放送[1]
- 南海放送[10]
- 高知放送[10]
- 熊本放送[11]